# Albert Findeiß
Albert Findeiß (* 27. August 1885 in Naila; † 27. Juli 1917 am Holsten in den Waldkarpaten) war ein deutscher Alpinist.

## Leben
Albert Findeiß ging zum Studium nach München und wurde 1906 Mitglied des Corps Vitruvia München. Zudem schloss er sich dem Akademischen Alpenverein München an, dessen 1. Vorstand er im Wintersemester 1913/14 war. Mit Ausbruch des Ersten Weltkrieges meldete er sich als Kriegsfreiwilliger. Nach der Gründung des Deutschen Alpenkorps im Mai 1915 gehörte er dessen 3. Jäger-Regiment an und nahm an den Kampfhandlungen in den Dolomiten, auf dem Balkan und in den Karpaten teil. 1917 fiel er in den Waldkarpaten bei einem Sturmangriff.
Albert Findeiß unternahm einige Erste Route-Begehungen im Wettersteingebirge und der Hornbachkette, worüber er unter anderem in der Österreichischen Alpenzeitung schrieb.
Findeiß ist der Erstbegeher folgender Routen:
- Südwand der Leutascher Dreitorspitze, auch Findeiß/Gürtler-Route genannt, 1910 (Zusammen mit Karl Gürtler)
- Südwand der Sattelkarspitze, 1911 (Zusammen mit Gefährten)
- Südwestwand der Sattelkarspitze, 9. Juni 1911 (Zusammen mit Max Rohrer und Erich Wagner)
- Westwand durch den FF-Kamin der Südlichen Wolfebnerspitze, 29. Juli 1913 (Zusammen mit Fritz Fuelwell)